# 銅鑼 (大字)
銅鑼，原稱為銅鑼灣，是臺灣苗栗縣銅鑼鄉的一個傳統地域名稱，也是全鄉行政中心所在地，位於該鄉中部偏西北。相較於今日行政區，其範圍大致包括朝陽村西南部凸出部分、福興村西部、銅鑼村西大半部。

## 歷史
台灣清治末期至日治初期，銅鑼地區為一街庄，稱為「銅鑼灣庄」，隸屬於苗栗一堡。該庄東與芎蕉灣庄、七十份庄為鄰，南與樟樹林庄為鄰，西邊南段為九湖庄，西邊中北段及北邉為三座厝庄。
1901年（日治明治三十四年）11月，全台廢縣廳改設二十廳，該庄隸屬於苗栗廳。1909年（明治四十二年）10月，合併二十廳為十二廳，該庄改隸屬於新竹廳。1920年（大正九年），廢十二廳改設五州二廳，該庄改制並改名為「銅鑼」大字，隸屬於新竹州苗栗郡銅鑼庄。
戰後銅鑼庄改制為銅鑼鄉，隸屬於新竹縣，大字亦改制為村。1950年桃、竹、苗分治，銅鑼鄉改隸屬於苗栗縣。

## 聚落
本地區發展較早的聚落有福興（銅鑼灣、銅鑼）、山排、泉水窩、田洋、二十份、隘頭等，在日治期初期的官方地圖上已有記載。此外，本地區尚有朝北、朝東、朝西、西田洋、東田洋等聚落。

## 交通
台鐵山線大致以北北東—南南西走向轉北北西—南南東走向再轉北北東—南南西走向經過銅鑼地區。境內設有銅鑼車站，屬三等站，只停靠區間車，由此可前往台鐵沿線各地。
國道1號又稱「中山高速公路」，是台灣西部兩條縱向高速公路之一，大致以東北—西南走向繞大弧形轉北北西—南南東走向經過本地區北部及西部。境內西南部與銅鑼科學園區銅科北路交會口設有銅鑼交流道，可與省道台13線於西南邊界外緣處連結，由此進入可快速前往國道1號沿線各地。
省道台13線是香山內湖至豐原的幹道，其中尖山至豐原路段俗稱「尖豐公路」，大致以北北東—南南西走向轉縱向經過本地區西部邊界地帶。由該道路向北北東可前往苗栗、造橋、竹南、香山內湖並止於省道台1線路口，向南可前往三義、后里、豐原並止於省道台3線路口。該道路在本地區路段屬於銅鑼市區西側外環道的一部分。
縣道119號（中正路、新興路、其他道路）是龍港至三義雙連潭的道路，大致以北北西—南南東走向由北邊進入本地區，經國道1號高架橋下後轉南，至縣道128號路口轉東南與其共線，至平陽路路口後獨行再轉南南西，至銅鑼車站前新興路轉東再轉東南離開本地區。由該道路向北北西可前往三座厝、五湖、四湖店、東三湖、二湖、頭湖、烏眉、龍港並止於省道台61線（西部濱海快速公路）後龍交流道及台6線路口，向東南可前往老鷄隆、新鷄隆、雙連潭並止於縣道130號路口。
縣道128號（其他道路、中正路、平陽路）是通霄至公館的道路，大致以西北西—東南東走向進入本地區後轉東，至縣道119號路口轉東南與其共線，至平陽路路口轉東北獨行後轉東南離開本地區。由該道路向西北西於三座厝地區經國道1號高架橋下、省道台13線、西湖溪竹林橋後轉西北可前往高埔南部、烏眉坑、內湖、通霄市區並止於台鐵通霄車站前中山路（省道台1線舊線）路口，向東南轉南繞U字形彎道下坡後轉東偏北經後龍溪中平大橋、省道台72線銅鑼交流道後轉東北可前往中心埔東南端、中小義、麻薺寮並止於省道台6線路口。
鄉道苗38-1線是圓潭至九湖的道路，其東側端點位於本地區南部中正路（省道台13線舊線）路口。由此向西經鐵路平交道後轉西南西經國道1號高架橋下後出境後，可經省道台13線、九湖大橋後於圓潭轉南約100公尺後轉西，其後轉向西南並止於銅鑼自行車道。該道路最後一段路無法通行汽車。

## 學校
- 文林國中
- 銅鑼國小

## 產業
- 銅鑼工業區